# Jørn Lehmann Petersen
Jørn Lehmann Petersen (født 22. februar 1951 i Sunds, død 5. september 2022) var en dansk socialdemokratisk politiker, der var den sidste borgmester i Broager Kommune, før kommunen blev indlemmet i Sønderborg Kommune ved Kommunalreformen i 2007. Han er opvokset i Vojens.
Jørn Lehmann Petersen blev medlem af Socialdemokratiet i Broager i de tidlige 80'ere. Han er søn af Vojens' tidligere Socialdemokratiske borgmester Peter Petersen.